# Тодор Симовски
Тодор Христов Симовски (Извор, 14. фебруар 1924 — Скопље, 4. јануар 1998) је био македонски историчар, публициста и комунистички радник
Рођен је 14. фебруара 1924. године у Извору код Гуменџе у Македонији. Био је активни учесник антифашистичке и националноослободилачке борбе у грчком делу Македоније од 1941. до 1949. године. Радио је као секретар Федерације комунистичке омладине Грчке (ОКНЕ) за гуменџански крај, секретар Окружног одбора Националне општегрчке организације младих (ЕПОН) за Воденски, Катерински, Берски и Кукушки округ и функционер Народоноослободилачког фронта (НОФ) за гуменџански и ениџевардарски крај. Завршио је Филозофски факултет Универзитетта у Скопљу, одсек историја. Био је новинар Радио Скопља и уредник новина Глас на Егејците. Од 1952. до пензије је радио у Институту за националну историју у Скопљу. Аутор је више научних чланака, зборника и монографије везаних за грчки део Македоније.